# Censor
Censor é um filme de terror britânico de 2021 dirigido por Prano Bailey-Bond e escrito por Anthony Fletcher com Prano Bailey-Bond. O filme é estrelado por Niamh Algar, Nicholas Burns, Vincent Franklin, Sophia La Porta, Adrian Schiller e Michael Smiley.
O filme teve sua estreia mundial no Festival de Cinema de Sundance de 2021 em 28 de janeiro de 2021.

## Sinopse
Depois de assistir a um vídeo desagradável estranhamente familiar, Enid, uma censura de filmes, começa a resolver o mistério do passado do desaparecimento de sua irmã, embarcando em uma busca que dissolve a linha entre ficção e realidade.

## Elenco
- Niamh Algar como Enid Baines
- Nicholas Burns como Sanderson
- Vincent Franklin como Fraser
- Sophia La Porta como Alice Lee
- Adrian Schiller como Frederick North
- Michael Smiley como Doug Smart

## Lançamento
O filme teve sua estreia mundial no Festival de Cinema de Sundance de 2021 em 28 de janeiro de 2021 na seção Midnight. Em 23 de fevereiro de 2021, a Magnolia Pictures adquiriu os direitos de distribuição do filme nos Estados Unidos, com planos de lançá-lo por meio de seu banner Magnet Releasing nos Estados Unidos em 11 de junho de 2021.

### Recepção critica
No Rotten Tomatoes, o filme tem uma taxa de aprovação de 88% com base nas críticas de 64 críticos, com uma média de 7,1/10. O consenso dos críticos do site diz: "Ocasionalmente irregular, mas ousado e visceralmente eficaz, o Censor representa um grande passo em frente para o terror britânico".